# Hintergrund (Hörfunksendung)
Hintergrund ist eine politische Hörfunksendung im Deutschlandfunk. Es werden besonders relevante wirtschaftliche und soziale Entwicklungen sowie gesellschafts- und kulturpolitische Debatten aus dem In- und Ausland analysiert. 

## Geschichte
Die Abteilung Hintergrund gehörte zur Sparte Deutschlandradio Kultur und bestand aus den Redaktionen Innenpolitik und Außen-/Europapolitik, denen zwölf Redakteure angehörten. Von 1996 bis 2007 war Rolf Clement Leiter der Abteilung. Stand 2017 wird der Hintergrund von der gleichnamigen Redaktion gestaltet, deren zehn Redakteure unter Leitung von Ursula Welter auch zahlreiche weitere einordnende und einschätzende Sendungen im Deutschlandfunk gestalten.
Der Hintergrund wird täglich von 18:40 bis 19:00 Uhr gesendet. Die Beiträge werden zudem auf der Website der Sendung zum direkten Download und als Podcast-Feed angeboten.
Die Redaktion wurde von der Journalistenvereinigung Netzwerk Recherche im Jahr 2006 mit dem Leuchtturm für besondere publizistische Leistungen ausgezeichnet. Der Preis wird für „außergewöhnliche Recherchen, die für den öffentlichen Diskurs von großer Bedeutung sind“ verliehen.